# Witold Mężnicki
Witold Mężnicki (ur. 5 października 1905 w Częstochowie, zm. 5 maja 1970 w Gdyni) – polski publicysta, dziennikarz, redaktor „Dziennika Bałtyckiego”, krytyk teatralny, działacz harcerski oraz księgarz.

## Życiorys
W 1937 osiedlił się w Gdyni. Posiadając już znaczne doświadczenie w zawodzie reportera, trafił do redakcji lokalnego „Kuriera Bałtyckiego”. Do momentu wybuchu wojny była to najbardziej poczytna gazeta na Pomorzu. W dobie okupacji hitlerowskiej trafił do Warszawy. Tam prowadził, wspólnie z Władysławem Dunin-Wąsowiczem Księgarenkę. Wyspecjalizowana była w sprzedaży literatury zakazanej przez okupanta. Przed zakończeniem wojny powrócił do Gdyni, gdzie później prowadził księgarnię. Nim została znacjonalizowana, przyczyniła się do odrodzenia życia kulturalnego w odbudowującym się mieście. Powrócił potem do swojego wcześniejszego dziennikarskiego fachu. Udzielał się jako felietonista i recenzent teatralny. Osoba Mężnickiego jest nierozerwalnie związana też z powstałym w Gdyni „Dziennikiem Bałtyckim”, gdzie był sekretarzem redakcji. Ponadto we wspomnianym dzienniku odpowiadał za dział kulturalny i dodatek Rejsy.
Zmarł w 1970 roku i został pochowany na cmentarzu Witomińskim (kwatera 57-11-6).